# Fleckenuhu
Der Fleckenuhu (Bubo africanus) ist eine Vogelart aus der Gattung der Uhus. Die Vögel erreichen mit einer Körperlänge von 42 Zentimetern etwa die Größe des heimischen Waldkauzes. Ihre Färbung ist grau oder rotbraun.

## Verbreitung und Lebensweise
Er ist in Subsahara-Afrika und Teilen Arabiens verbreitet und ist die häufigste größere Eule in Afrika. Als Lebensraum bevorzugt er felsige Gebiete in Baumsavannen, Halbwüsten und in lichtem Wald. Er ist in der Dämmerung und bei Nacht aktiv. Von einer höheren Warte aus macht er Jagd auf Kleinsäuger, Eidechsen, große Insekten und gelegentlich Vögel. Der Fleckenuhu baut sein Nest auf dem Boden, zwischen oder unter Felsen. Die Brutzeit beginnt in der Trockenzeit, so dass die Jungvögel zu Beginn der Regenzeit flügge werden und genug Nahrung finden.
Laut der IUCN ist der Fleckenuhu zumindest in Teilen seines großen Verbreitungsgebietes häufig und zählt nicht zu den bedrohten Arten (least concern).

## Unterarten
Es sind zwei Unterarten des Fleckenuhus bekannt: Bubo africanus africanus (Temminck, 1821) und Bubo africanus milesi (Sharpe, 1886). Nicht allgemein anerkannte Unterartnamen lauten B. africanus cinerascens, B. africanus kollmannspergeri, B. africanus tanae.